# Leave the World Behind (filme)
Leave the World Behind (bra: O Mundo Depois de Nós; prt: Deixar o Mundo Para Trás) é um filme de suspense psicológico apocalíptico americano de 2023, escrito e dirigido por Sam Esmail. É baseado no livro homônimo de 2020 por Rumaan Alam e estrelado por Julia Roberts, Mahershala Ali, Ethan Hawke, Myha'la e Kevin Bacon. A trama acompanha uma família enquanto eles tentam entender o colapso gradual das redes de telefones, televisão e outras tecnologias usadas regularmente que apontam para um cataclismo potencial.
Leave the World Behind teve sua estreia inicial no AFI Fest que ocorreu no TCL Chinese Theatre de Los Angeles em 25 de outubro de 2023. Foi lançado em cinemas de forma limitada em 22 de novembro de 2023, antes de seu lançamento mundial pela Netflix em 8 de dezembro de 2023. O filme recebeu críticas positivas, que consideraram que as atuações do elenco compensaram os problemas em seu enredo e ritmo.

## Sinopse
As férias de uma família tomam um rumo assustador quando dois estranhos aparecem no meio da noite em busca de refúgio de um ataque cibernético que se torna cada vez mais assustador. Nesta situação, todos devem assumir o seu papel num mundo que está desmoronando.
A misantropa Amanda Sandford planeja passar um final de semana longe da agitação urbana com seu marido, Clay, e seus filhos, Archie e Rose. Ao chegar em uma casa de veraneio alugada em Long Island, Amanda vai a uma mercearia local. Enquanto compra produtos para a casa, Amanda observa um homem misterioso comprando grande quantidade de comida enlatada e água. Amanda e Clay decidem levar os filhos a uma praia local, mas o passeio é interrompido quando um navio aparentemente perde o controle e encalha. A família retorna para a casa e percebe que os aparelhos eletrônicos não estão funcionando. Amanda olha pela janela da casa e percebe que um par de veados observam intensamente a casa. 
Na mesma noite, um homem chega até a casa e se apresenta como George H. Scott, o proprietário da casa. G.H. explica que decidiu voltar mais cedo para a casa com sua filha, Ruth, por conta de um blackout que abalou toda a cidade. Apesar da resistência de Amanda, Clay se sente convencido pelas explicações de G.H. e decide abrigar o casal por uma noite. Horas, depois eles assistem pela televisão a exibição de um recado nacional do Sistema de Alerta de Emergências que descreve a paralisação dos sinais de televisão e rádio por tempo indeterminado. 
Na manhã seguinte, a queda do sinal de wi-fi impede Rose de assistir o último episódio de Friends. Amanda descobre que recebeu quatro notificações em seu celular durante a noite anterior. Duas das notificações são notícias sobre o blackout em toda a Costa Leste, o terceiro recado era informa sobre um ataque cibernético e o quarto recado só exibe a palavra "urgente". Entediada, Rose vai para a área da piscina e percebe que está sendo observada por uma manada de veados. 
Clay decide dirigir até a cidade mais próxima para obter mais informações sobre a queda de energia. G.H. segue para a casa do vizinho para descobrir se eles estão realmente isolados na região. Clay acaba se perdendo no caminho por não contar com o GPS e decide sair do carro, perdendo alguns segundos de transmissão de notícias pelo rádio do carro que informa sobre um ataque cibernético global. Clay decide retornar para casa e encontra uma mulher hispânica que pede ajuda desesperadamente. Clay não consegue entender o que a mulher diz e decide partir para casa de imediato, mas é perseguido por um drone que despeja diversos panfletos em árabe. G.H. encontra um telefone por satélite na casa do vizinho e descobre que o sinal também não funciona. G.H. não encontra ninguém na casa e segue para uma praia vizinha, onde descobre os escombros de um acidente aéreo pouco antes de escapar de uma segunda queda de avião.
Rose e Archie entram no bosque em busca do sentido dos veados e encontram um celeiro abandonado. Archie é mordido por um inseto desconhecido no caminho de volta para casa. G.H. retorna e revela a Amanda que o sinal de satélites foi cortado quando a conversa de ambos é interrompida por um sinal sonoro ensurdecedor. Amanda lembra que viu um homem estocando suprimentos na loja da cidade dias antes e G.H. reconhece ser Danny, seu amigo. Clay retorna assustado com o ataque do drone e assume que algo anormal está em curso no país. Archie pega um panfleto jogado sobre o carro de Clay e traduz o título como "Morte à América". Clay e Amanda decidem abandonar o local e buscar refúgio na casa de familiares em Nova Jérsei, mas a rodovia está bloqueada por uma fileira de carros automáticos da Tesla.
Ruth e Clay são surpreendidos por um grupo de flamingos na piscina da casa e assumem que algo de irreal está afetando a natureza. Amanda e G.H. criam uma amizade e decidem ouvir discos de vinil como forma de distração momentânea. O momento é interrompido por uma segunda onda do ataque sonoro. Rose conta a Amanda uma versão da "parábola do homem que se afoga" que assistiu em The West Wing.
Na manhã seguinte, os dentes de Archie caem. G.H. acredita ser resultado da mordida do inseto e decide buscar ajuda de Danny. G.H. e Clay levam Archie até a casa de Danny em busca de ajuda e medicamntos enquanto Amanda e Ruth entram na floresta em busca de Rose.

## Elenco e personagens
- Julia Roberts como Amanda Sandford, uma mãe protetora e indiretamente racista que nutre uma profunda desconfiança da sociedade em geral. Sandford tenta manter tudo sob seu controle e prefere a reclusão apesar de ter que lidar com muita gente em seu trabalho. Ao longo da narrativa, Sandford se mostra, na verdade, emocionalmente insatisfeita, frustrada e com um grande perfil misantrópico. A única coisa com que ela realmente se preocupa é manter sua família segura.[4]
- Mahershala Ali como G.H. Scott, um homem elegante que representa a classe social abastada, extremamente altruísta e compreensivo, embora possua um perfil melancólico. Scott é um homem de caráter diplomático, astuto e engenhoso, mesmo nas dificuldades. Ele é o único que entende o que realmente está acontecendo: embora tenha todos os sinais e conhecimentos para prever a catástrofe, ainda pensa que uma eventualidade semelhante nunca ocorrerá, acabando por ficar indefeso.[4]
- Ethan Hawke como Clay Sandford, um típico pai de família americano, ele representa a parte mais gentil, tolerante, amigável e meio bobo, propenso a "ser sorridente" e menosprezar os acontecimentos, muitas vezes entrando em conflito com sua esposa (com quem não tem muito em comum). Ao mesmo tempo, esconde uma personalidade insegura e fraca e, nas dificuldades, quando ferramentas como a Internet, o telefone e o GPS falham, se mantém completamente desorientado, desamparado e, como ele próprio assume, inútil.[4]
- Myha'la Herrold como Ruth Scott, filha de Clay, ela é representada como uma jovem rica e um tanto mimada, com um caráter arrogante e teimoso. Ela aparenta viver uma vida de conforto, não sabe o que fazer e, apesar de ver que algo está errado, assume que tudo vai se resolver, mas assim que percebe a gravidade dos acontecimentos, começa a mudar de atitude. Após ter seus privilégios e segurança negados, ela passa a ficar ainda mais assustada com a provável morte de sua mãe e com os estranhos acontecimentos que a rodeiam.[4]
- Farrah Mackenzie como Rose Sandford, a mais nova do grupo e filha de Amanda e Clay, ela representa a parte mais infantil da sociedade, meiga porém ingênua. Muito atenta ao que está acontecendo, curiosa, consciente dos perigos e da catástrofe que se aproxima, mas é pouco ouvida pelos outros e, se sentindo incapaz de enfrentar seus medos, refugia-se no esquecimento e foge de sua família. Ela sempre menciona que a coisa que mais lhe trás alegria é Friends, sua série de televisão favorita, uma fuga que as pessoas procuram quando não querem ver as coisas terríveis acontecendo no mundo.[4]
- Charlie Evans como Archie Sandford, o filho mais velho de Amanda e Clay, representa a sociedade de adolescentes inconscientes e muitas vezes desconectados da realidade, com forte dependência de redes sociais, videogames e tecnologias em geral. Aparentemente imperturbável, ele consegue se manter empático mesmo em uma situação perigosa depois de ter visto muitos filmes de ação, porém assume que vivenciar certas coisas na pele é diferente e talvez só uma experiência assim o amadureça.[4]
- Kevin Bacon como Danny, representa a sociedade da conspiração e da sobrevivência, ou seja, aquelas pessoas que sempre souberam (e talvez até quiseram) que o mundo caminhava para algum tipo de guerra total ou apocalipse, e há anos se preparam para sobreviver ao "Dia do Juízo"; mas se por um lado estão preparados para tudo, pelo outro tornaram-se profundamente egoístas: Danny não parece sentir compaixão, mantém todos afastados e não quer partilhar os seus bens, reconhecendo apenas o valor do dinheiro e da troca.[4]
- Vanessa Aspillaga como Salvadora

## Produção

### Desenvolvimento e direção

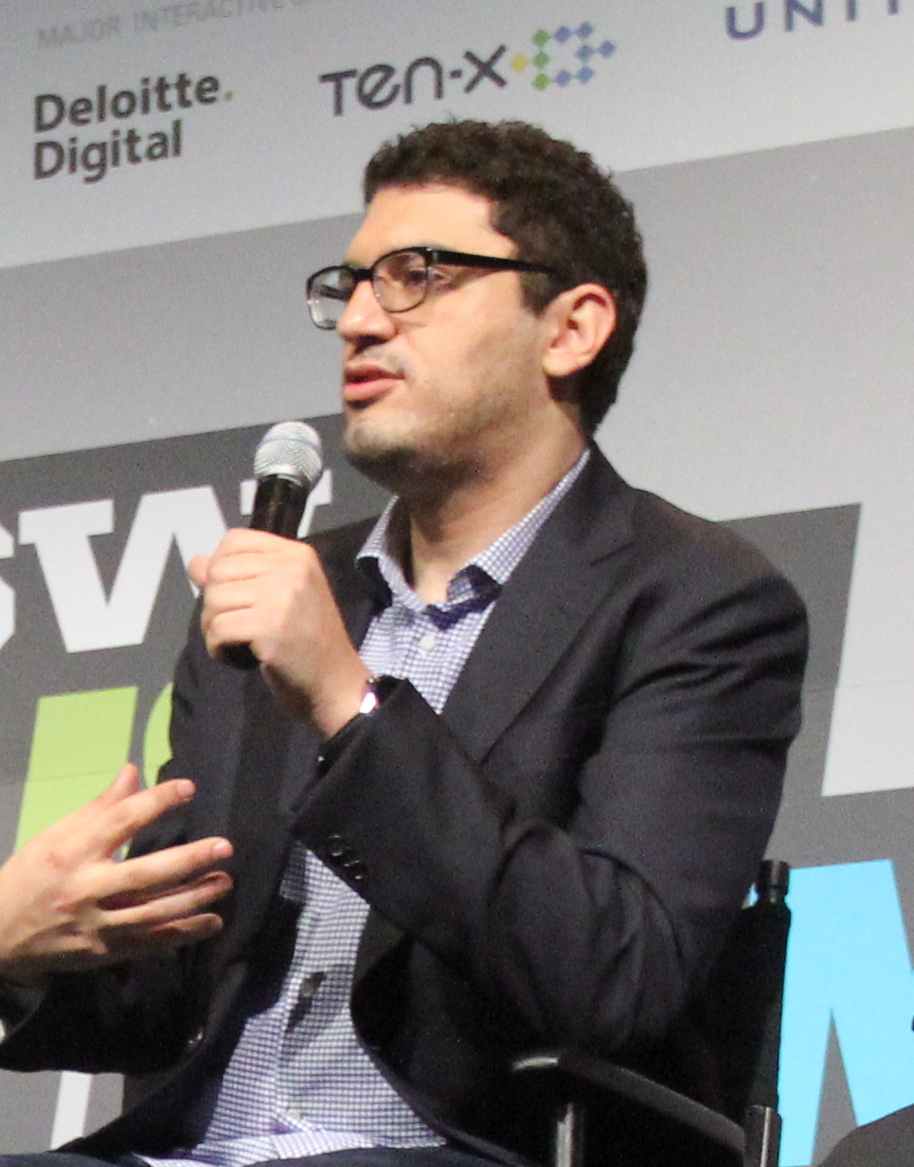
O diretor/escritor do filme Sam Esmail

A Netflix venceu uma guerra de licitações pelos direitos do livro de Rumaan Alam em julho de 2020, com Sam Esmail escalado para roteirizar e dirigir a adaptação. Julia Roberts e Denzel Washington foram escalados para estrelar e produzir o filme.
O ex-presidente dos EUA Barack Obama e a primeira-dama Michelle Obama foram os produtores executivos do filme por meio de sua empresa Higher Ground Productions. Obama incluiu o livro em sua lista de leituras do verão de 2021.

### Roteiro
O livro, segundo a escritora e blogueira Roxane Gay, é um suspense psicológico que investiga as complexidades da dinâmica racial, de classe e familiar, espelhando o caos de um mundo à beira do colapso. No cenário opulento e abastado em Hamptons, as férias de uma família branca com uma "vida confortável, mas não extravagante, em sua residência no Brooklyn" tomam um rumo surreal quando os proprietários negros chegam inesperadamente.
Obama ofereceu a Esmail suas ideias sobre o roteiro durante o processo de escrita. Esmail disse: "Ele fez muitas anotações sobre os personagens e a empatia que teríamos por eles. Devo dizer que ele é um grande amante do cinema e não estava apenas dando notas sobre coisas de sua formação. Ele estava dando notas como fã do livro e queria ver um filme bom de verdade."

### Seleção do elenco
Em setembro de 2021, Mahershala Ali foi escalado para o filme, substituindo Washington, que havia deixado o projeto. Ethan Hawke e Myha'la Herrold ingressaram em janeiro de 2022.

### Filmagens
As filmagens começaram em abril de 2022 em Long Island, em uma casa projetada pelo The Up Studio. As filmagens adicionais ocorreram em Katonah, Nova York, em maio de 2022.

## Trilha sonora
Mac Quayle compôs uma trilha sonora totalmente original para o filme que consistia em nove notas e foi inspirada no compositor francês Olivier Messiaen e seus modos Messiaen, ou seja, o Modo 3. Quayle disse: "Comecei a tocá-los e descobri que o Modo 3, que é essencialmente uma escala, estava produzindo uma sensação harmônica realmente interessante", continuando: "E tive a ideia de que poderia fazer o filme inteiro neste modo... Eu não sabia se isso daria certo ao longo do filme inteiro, mas parece que deu."
Esmail tentou escolher músicas que não tivessem sido usadas na televisão ou no cinema antes, pois temia que os espectadores tivessem associações com essas músicas que "interferissem ou complicariam o que é a cena ou o que o espectador está sentindo enquanto assiste à cena". Por exemplo, Esmail escolheu "Too Close" da banda Next, uma música que ele considerou "muito engraçada e fofa ao mesmo tempo" e que não foi usada demais no filme, para uma cena que "vai de alegre e divertida a triste e sombria em questão de um minuto".

## Lançamento
Leave the World Behind teve sua estreia mundial como filme de abertura do AFI Fest em 25 de outubro de 2023, com o elenco não comparecendo devido à greve da SAG-AFTRA de 2023. Foi lançado limitadamente em cinemas selecionados em 22 de novembro, antes de ser lançado pela Netflix em 8 de dezembro de 2023.

## Recepção

### Audiência
De 4 a 10 de dezembro de 2023, o filme liderou as paradas da Netflix e foi o filme número um do streaming, com 41,7 milhões de visualizações.

### Resposta da crítica
No site agregador de críticas Rotten Tomatoes, 76% das 152 críticas são positivas, com uma classificação média de 6,8/10. O consenso do site diz: "Um suspense apocalíptico excepcionalmente bem atuado, Leave the World Behind consegue atrair o espectador, apesar de seu ritmo lento e mensagens um tanto simplistas." O Metacritic, que usa uma média ponderada, atribuiu ao filme uma pontuação de 68 em 100, com base em 35 críticos, indicando críticas "geralmente favoráveis".
Em uma crítica positiva para o The Washington Post, Michael O'Sullivan escreveu: "É como ver um filme de M. Night Shyamalan, mas sem o elemento sobrenatural e com uma forte veia de crítica social por toda parte. O que acontece pode ser extremo, mas parece baseado na realidade mundana." Wenlei Ma, escrevendo para o The Sunday Times, chamou o filme de "agitado e cheio de suspense", e que a grande fotografia aérea "enfatiza que somos todos fantoches no teatro de marionetes de outra pessoa... não estamos no controle, mas Esmail está, enquanto conta sua surpreendente história do Juízo Final guiada pelo personagens".
Bilge Ebiri, da Vulture, comparou o filme desfavoravelmente ao livro de Alam: "cada mudança feita na adaptação é para pior... o filme não demonstra nenhum tipo de interesse ou carinho por seus personagens... Isso parece mais uma coleção de ideias legais do que cenas que pertencem ao mesmo ambiente de forma emocional e consequente." Alissa Wilkinson, do The New York Times, escreveu: "Depois de um tempo, o filme parece uma lista com marcadores de tudo de errado com a América... a tensão narrativa se transforma em passividade, tanto para nós quanto para os personagens", e que o "final parece uma piada".

Esmail disse esperar que o final do filme provocasse debates: "...a expectativa é que no final dos filmes [tradicionais de desastre], seu elenco de personagens supere o desastre e o mundo volte a alguma aparência sã de normalidade. Eu sabia que não ia conseguir fazer isso."